# Gli italiani vogliono cantare
Gli italiani vogliono cantare  è un album di Rita Pavone, pubblicato nel 1970.

## Descrizione
Nel 1971 la cantante è protagonista del suo primo show teatrale in cui si esibisce in canzoni, balletti ed imitazioni, coadiuvata dai Collettoni & Collettine, gruppo di ballerini e performer che l'avevano accompagnata in molti dei suoi spettacoli televisivi. Lo spettacolo diretto da Franco Nebbia ottiene un grande riscontro, e ne viene pubblicata la colonna sonora omonima, dapprima in Stereo8 il 20 dicembre del 1970, e nel 1971 anche in LP.
Nell'album sono presenti brani tratti da celebri musical (Hello Dolly e Aquarius), diverse cover, più alcuni brani pubblicati fino a quel momento solo su 45 giri: Stai con me, E tu/Finalmente libera e Arrivederci Hans pubblicato solo per il mercato estero.

## Edizioni
L'album fu pubblicato in un primo momento in Stereo8 nel dicembre del 1970 dalla RCA Italiana con numero di catalogo LP8S 21139, e ristampato in LP nel 1971 con numero di catalogo PSL 10489. Fu pubblicato anche in Venezuela (LPVS-1182) e Spagna (LSP 10449, 8116), dalla RCA Victor, con un diverso artwork.
Dell'album non esiste una versione pubblicata in download digitale e per le piattaforme streaming.

## Tracce
1. Hello Dolly
2. Franco Nebbia Presenta Rita Pavone (Sottofondo Musicale Hello Dolly)
3. Stai Con Me (Stand by Me)
4. Mini Donna (Dal Valzer In Re Bem, Opera 64, N1 Di Chopin)
5. Arrivederci Hans
6. Valentine
7. Non, je ne regrette rien (Imitazione Di Mireille Mathieu)
8. U.S.A. (Balletto)
9. Everybody's Talking
10. Brasile (Balletto)
11. Ragazza Di Ipanema
12. Per Te (Imitazione Patty Pravo)
13. La Vita (Imitazione Shirley Bassey)
14. Il Palcoscenico
15. La Calunnia E' Un Venticello (Dal Barbiere Di Siviglia Di G. Rossini)
16. Aquarius
17. Aquarius (Conclusione)
18. Matilda-Matilda
19. Finalmente Libera
20. E tu

## Formazione
- Rita Pavone - voce
- Teddy Reno - voce (traccia 15)
- Stelvio Cipriani - arrangiamenti orchestra (tracce 1-2, 4-6, 8-12, 16)
- Luciano Michelini - arrangiamenti orchestra (tracce 7, 13-15, 17-20)
- Mario Capuano - arrangiamenti orchestra (traccia 3)
- I 4 + 4 di Nora Orlandi - cori (tracce 2, 6, 10)